# Aire urbaine de Fougères
L'aire urbaine de Fougères est une aire urbaine française constituée autour de la ville de Fougères, en Ille-et-Vilaine. Elle appartient à l’espace urbain de Rennes. En 2009, ses 42 818 habitants faisaient d'elle la 164e des 241 grandes aires urbaines de France métropolitaine.

## Caractéristiques
D'après la délimitation établie par l'INSEE, l'aire urbaine de Fougères est composée de vingt communes, toutes situées en Ille-et-Vilaine. À la suite de la création de la commune de Luitré-Dompierre au 1er janvier 2019, l'aire urbaine compte désormais 19 communes. Parmi ces communes, quatre font partie de l'unité urbaine de Fougères (Beaucé, Fougères, Javené et Lécousse) et deux de celle de Romagné (Romagné et Saint-Sauveur-des-Landes). Les treize autres communes, dites monopolarisées, sont toutes des communes rurales.
Le tableau suivant détaille la répartition de l'aire urbaine sur le département (les pourcentages s'entendent en proportion du département) :
| Département     | Communes | Communes (%) | Superficie (km²) | Superficie (%) | Population (2009) | Population (%) |
| --------------- | -------- | ------------ | ---------------- | -------------- | ----------------- | -------------- |
| Ille-et-Vilaine | 20       | 5,7          | 348,23           | 5,1            | 42 818            | 4,4            |

## Les vingt communes de l’aire
| Code INSEE | Commune                  | Type de commune              | Dép.            | Superficie (km²) | Population municipale (2015) | Densité (hab./km²) |
| ---------- | ------------------------ | ---------------------------- | --------------- | ---------------- | ---------------------------- | ------------------ |
| 35021      | Beaucé                   | Commune du pôle urbain       | Ille-et-Vilaine | +0008,17         | +0 0001 320,                 | 161,57             |
| 35025      | Billé                    | Commune rurale monopolarisée | Ille-et-Vilaine | +0016,96         | +0 0001 047,                 | 61,73              |
| 35062      | La Chapelle-Janson       | Commune rurale monopolarisée | Ille-et-Vilaine | +0026,96         | +0 0001 434,                 | 53,19              |
| 35071      | Le Châtellier            | Commune rurale monopolarisée | Ille-et-Vilaine | +0013,43         | +00 000411,                  | 30,6               |
| 35086      | Combourtillé             | Commune rurale monopolarisée | Ille-et-Vilaine | +0009,25         | +00 000606,                  | 65,51              |
| 35100      | Dompierre-du-Chemin      | Commune rurale monopolarisée | Ille-et-Vilaine | +0009,68         | +00 000581,                  | +00060,02          |
| 35112      | Fleurigné                | Commune rurale monopolarisée | Ille-et-Vilaine | +0018,17         | +0 0001 017,                 | 55,98              |
| 35115      | Fougères                 | Commune du pôle urbain       | Ille-et-Vilaine | +0010,47         | +00020 235,                  | 1932,68            |
| 35137      | Javené                   | Commune du pôle urbain       | Ille-et-Vilaine | +0018,45         | +0 0002 055,                 | 111,38             |
| 35138      | Laignelet                | Commune rurale monopolarisée | Ille-et-Vilaine | +0014,83         | +0 0001 158,                 | 78,09              |
| 35142      | Landéan                  | Commune rurale monopolarisée | Ille-et-Vilaine | +0027,31         | +0 0001 247,                 | +00045,66          |
| 35150      | Lécousse                 | Commune du pôle urbain       | Ille-et-Vilaine | +0011,06         | +0 0003 178,                 | 287,34             |
| 35157      | Le Loroux                | Commune rurale monopolarisée | Ille-et-Vilaine | +0011,56         | +00 000663,                  | 57,35              |
| 35163      | Luitré                   | Commune rurale monopolarisée | Ille-et-Vilaine | +0029,15         | +0 0001 299,                 | +00044,56          |
| 35214      | Parcé                    | Commune rurale monopolarisée | Ille-et-Vilaine | +0016,88         | +00 000651,                  | +00038,56          |
| 35215      | Parigné                  | Commune rurale monopolarisée | Ille-et-Vilaine | +0020,72         | +0 0001 322,                 | 63,80              |
| 35243      | Romagné                  | Commune rurale monopolarisée | Ille-et-Vilaine | +0026,93         | +0 0002 351,                 | 87,30              |
| 35273      | Saint-Germain-en-Coglès  | Commune rurale monopolarisée | Ille-et-Vilaine | +0032,09         | +0 0002 044,                 | +00063,7           |
| 35310      | Saint-Sauveur-des-Landes | Commune rurale monopolarisée | Ille-et-Vilaine | +0018,84         | +0 0001 513,                 | 80,31              |
| 35324      | La Selle-en-Luitré       | Commune rurale monopolarisée | Ille-et-Vilaine | +0007,32         | +00 000582,                  | 79,51              |
|            | Total                    |                              |                 | +0348,23         | +00044 714,                  | 128,40             |

## Liste des communes actuelle
| Nom                      | Code Insee | Statut           | Superficie (km2) | Population (dernière pop. légale) | Densité (hab./km2) |
| ------------------------ | ---------- | ---------------- | ---------------- | --------------------------------- | ------------------ |
| Fougères                 | 35115      |                  | 10,46            | 20 602 (2022)                     | 1 970              |
| Beaucé                   | 35021      |                  | 8,17             | 1 289 (2022)                      | 158                |
| Billé                    | 35025      |                  | 16,96            | 1 038 (2022)                      | 61                 |
| La Chapelle-Janson       | 35062      |                  | 26,96            | 1 501 (2022)                      | 56                 |
| Le Châtellier            | 35071      |                  | 13,43            | 427 (2022)                        | 32                 |
| Combourtillé             | 35086      |                  | 9,25             | 608 (2022)                        | 66                 |
| Fleurigné                | 35112      |                  | 18,17            | 929 (2022)                        | 51                 |
| Javené                   | 35137      |                  | 18,45            | 2 185 (2022)                      | 118                |
| Laignelet                | 35138      |                  | 14,83            | 1 217 (2022)                      | 82                 |
| Landéan                  | 35142      |                  | 27,31            | 1 225 (2022)                      | 45                 |
| Lécousse                 | 35150      |                  | 11,07            | 3 423 (2022)                      | 309                |
| Le Loroux                | 35157      |                  | 11,56            | 618 (2022)                        | 53                 |
| Luitré-Dompierre         | 35163      | commune nouvelle | 38,83            | 1 844 (2022)                      | 47                 |
| Parcé                    | 35214      |                  | 16,88            | 652 (2022)                        | 39                 |
| Parigné                  | 35215      |                  | 20,72            | 1 301 (2022)                      | 63                 |
| Romagné                  | 35243      |                  | 26,93            | 2 434 (2022)                      | 90                 |
| Saint-Germain-en-Coglès  | 35273      |                  | 32,09            | 2 091 (2022)                      | 65                 |
| Saint-Sauveur-des-Landes | 35310      |                  | 18,84            | 1 565 (2022)                      | 83                 |
| La Selle-en-Luitré       | 35324      |                  | 7,32             | 618 (2022)                        | 84                 |